# میراث مشترک بشریت
میراث مشترک بشریت (انگلیسی: Common heritage of humanity) (همچنین به عنوان میراث مشترک مردم، میراث مشترک انسان یا اصل میراث مشترک نامیده می‌شود) یک اصل حقوق بین‌الملل است که مناطق سرزمینی تعریف شده و عناصر میراث مشترک بشریت (فرهنگی و طبیعی) را باید مورد اعتماد نگه داشت. برای نسل‌های آینده و از استثمار توسط دولت ملی یا شرکت‌ها (کورپوریشن) محافظت شود.